# Vinícius Souza
Vinícius de Souza Costa (Río de Janeiro, 17 de junio de 1999) es un futbolista brasileño que juega como centrocampista en el VfL Wolfsburgo de la 1. Bundesliga alemana.

## Trayectoria

### Flamengo
Nacido y criado en Padre Miguel, barrio de Río de Janeiro, llegó al Flamengo en 2014 para jugar en su cantera. El 19 de marzo de 2019 logró debutar con el primer equipo al jugar los minutos finales de un empate por 1-1 frente al Vasco da Gama en el Campeonato Carioca. Tras la venta de Gustavo Cuéllar al Al-Hilal en agosto, el entrenador Jorge Jesus lo ascendió al primer equipo.
El 10 de octubre de ese año jugó su primer partido en la Serie A brasileña al entrar en los minutos finales en una victoria por 3-1 frente al Atlético Mineiro.

### Lommel SK
El 25 de agosto de 2020 se oficializó su traspaso al Lommel SK por 2.5M€. El 1 de julio de 2021 salió cedido al KV Malinas.
Tras una gran campaña en el KV Malinas, firmó por el R. C. D. Espanyol para la temporada 2022-23, también como cedido. Disputó 37 partidos durante su paso por España y en agosto de 2023 fue fichado por el Sheffield United F. C.
El 5 de julio de 2025, tras dos años en Inglaterra en los que jugó 76 encuentros, fue traspasado al VfL Wolfsburgo.

## Clubes
Actualizado al último partido disputado el 24 de mayo de 2025.
| Club                       | País       | Año       | Partidos | Goles |
| -------------------------- | ---------- | --------- | -------- | ----- |
| Flamengo                   | Brasil     | 2019-2020 | 8        | 0     |
| Lommel Sportkring          | Bélgica    | 2020-2023 | 19       | 0     |
| K. V. Malinas (cesión)     | Bélgica    | 2021-2022 | 35       | 2     |
| R. C. D. Espanyol (cesión) | España     | 2022-2023 | 37       | 1     |
| Sheffield United F. C.     | Inglaterra | 2023-2025 | 76       | 1     |
| VfL Wolfsburgo             | Alemania   | 2025-     |          |       |